# Bacopa dubia
Bacopa dubia är en grobladsväxtart som beskrevs av Chod. och Hassler. Bacopa dubia ingår i släktet tjockbladssläktet, och familjen grobladsväxter. Inga underarter finns listade i Catalogue of Life.